# Tragia okanyua
Tragia okanyua är en törelväxtart som beskrevs av Ferdinand Albin Pax. Tragia okanyua ingår i släktet Tragia och familjen törelväxter. Inga underarter finns listade i Catalogue of Life.